# ¿Hablas conmigo?
¿Hablas conmigo? (You talkin' to me?, en la versión original) es una frase asociada al personaje Travis Bickle, interpretado por el actor Robert De Niro en la película Taxi Driver (1976), dirigida por Martin Scorsese. Según confesó De Niro en 2009, la frase la tomó de Bruce Springsteen tras oírsela gritar en un concierto.
El American Film Institute la colocó en la décima posición de la Lista de las mejores 100 frases de películas de todos los tiempos.

## Película
¿Hablas conmigo? comenzó a ser una frase mundialmente conocida cuando fue usada en 1976 dentro del filme Taxi Driver, cuyo guion fue escrito por Paul Schrader.
La frase se produce cuando el protagonista del filme, Travis Bickle (Robert De Niro), un trastornado excombatiente de la guerra de Vietnam, se coloca frente al espejo y se enfrenta a su imagen:

¿Hablas conmigo? ¿Me lo dices a mí? Dime, ¿Es a mí? Entonces, ¿A quién demonios le hablas si no es a mí? Aquí no hay nadie más que yo. ¿Con quién demonios crees que estás hablando?

La versión original en inglés decía:

You talkin' to me? You talkin' to me? You talkin' to me? Then who the hell else are you talkin' to? You talkin' to me? Well I'm the only one here. Who the fuck do you think you're talking to?

Esta secuencia es un icono del cine y una de las mejores escenas interpretadas por Robert De Niro en toda su carrera como actor. No logró llevarse el Óscar al mejor actor por este papel, aunque sí estuvo nominado. El Óscar al mejor actor se lo llevó cuatro años después por Toro salvaje, en 1980.